# Marie Doležalová
Pour les articles homonymes, voir Doležalová.
Marie Doležalová, née le 24 janvier 1987 à Karviná (Moravie-Silésie), est une actrice tchèque de théâtre et de cinéma. Elle est également connue comme blogueuse.

## Biographie
Marie Doležalová a étudié au Conservatoire de Prague dès sa scolarité secondaire. Actrice de cinéma et de théâtre, ce sont surtout ses rôles à la télévision dans des sitcoms (notamment Comeback (en), des séries et des téléfilms qui le font connaître du public le plus large.
En 2015, elle remporte avec son futur mari Marek Zelinka la version tchèque (cs) de Strictly Come Dancing (Danse avec les stars).
Elle est l'auteure du blog Kafe a cigárko sur la vie des stars, pour lequel elle remporte le prix Magnesia Litera (cs) du blog de l'année en 2015. À la suite de ce succès, le blog fait l'objet d'une publication en livre et en livre audio. Elle écrit également quelques textes pour le magazine Reportér (cs). En 2018, elle publie un livre de souvenirs d'enfance, Jeden kopeček šmoulový.

## Filmographie

### Film
- 2007 Demoiselles (Pusinky) : Iška
- 2012 Praho, má lásko
- 2014 Parádně pokecal (cs)

### Télévision
- 2005 Ordinace v růžové zahradě : Saša Jurigová
- 2006 Lojzička je číslo : Lojzička
- 2008 Dobrá čtvrť : Šárka
- 2009 Šejdrem : Dáňa
- 2010 Peníze
- 2011 Planeta Yo : Maruška
- 2011 Aféry
- 2008-2011 Comeback : Alexandra (Saša) Bůčková
- 2012 Obchodák  : Mirka
- 2012 Definice lásky : Lenka
- 2010-2013 Vyprávej : Milena Jeníková
- 2013 Helena : Vendulka Plachá
- 2013 Cesty domu : Alena Brázdová
- 2014 Neviditelní : Berková
- 2014 Kriminálka Anděl : Izabela Pláničková / Šárka Franková
- 2014 Princezna a písar : Kornélie
- 2015 Tři holky jako květ : Amber
- 2015 Vsechnopárty : elle-même
- 2015 Show Jana Krause : elle-même
- 2016 Sama doma : elle-même

## Théâtre
- 2008-2009 : Yvonna, princezna Burgundská (Gombrowicz)
- 2011 : Tři holky jako květ
- 2016 : Večer tříkrálový aneb Cokoli chcete (Shakespeare)